# Ryozo Suzuki
Ryozo Suzuki (鈴木 良三, Suzuki Ryozo, Saitama, 16 juli 1939) is een Japans voormalig voetballer die als verdediger speelde.

## Clubcarrière
In 1958 ging Suzuki naar de Rikkyo University, waar hij in het schoolteam voetbalde. Nadat hij in 1962 afstudeerde, ging Suzuki spelen voor Hitachi. 1965 werd de ploeg opgenomen in de Japan Soccer League, de voorloper van de J1 League. In 6 jaar speelde hij er 67 competitiewedstrijden en scoorde 5 goals. Suzuki beëindigde zijn spelersloopbaan in 1970.

## Japans voetbalelftal
Ryozo Suzuki debuteerde in 1961 in het Japans nationaal elftal en speelde 24 interlands.

## Statistieken
| Japans voetbalelftal | Japans voetbalelftal | Japans voetbalelftal |
| Jaar                 | Wed.                 | Dlp.                 |
| -------------------- | -------------------- | -------------------- |
| 1961                 | 1                    | 0                    |
| 1962                 | 7                    | 0                    |
| 1963                 | 5                    | 0                    |
| 1964                 | 2                    | 0                    |
| 1965                 | 1                    | 0                    |
| 1966                 | 6                    | 0                    |
| 1967                 | 0                    | 0                    |
| 1968                 | 2                    | 0                    |
| Totaal               | 24                   | 0                    |